# Tetsuji Takechi
武智 鉄二
Tetsuji Takechi (武智 鉄二, Takechi Tetsuji), né le 10 décembre 1912 et mort le 26 juillet 1988, est un réalisateur, metteur en scène, un critique et un auteur.

## Biographie
D'abord connu pour ses critiques théâtrales, Tetsuji Takeshi produit dans les années 1940 et 1950 des pièces kabuki expérimentale et populaire. Au milieu des années 1950, il continue son œuvre théâtrale en noh, kyōgen et en théâtre moderne. Fin 1956 et début 1957, il présente un programme télévisé, The Tetsuji Takechi Hour, qui propose ses réinterprétations des classiques japonais.
Dans les années 1960, Takechi entre dans l’industrie cinématographique en produisant des films pornographiques soft-core. En 1964, son film Daydream fut le premier pinku eiga gros budget sorti au Japon. Après la sortie de son film Black Snow en 1965, le gouvernement l'arrête pour indécence. Le procès devient un combat public contre la censure entre les intellectuels japonais et le gouvernement. Takechi gagne le procès, permettant l’essor du genre pinku eiga (film rose) qui domina le cinéma japonais durant les années 1960 et 1970,. À la fin des années 1960, Takechi produit trois pinku eiga de plus.
Takechi n'a pas travaillé sur les films pendant les années 1970. Durant les années 1980, il refait deux fois Daydream, avec l'actrice Kyōko Aizome dans chacun des films. Le premier remake de Daydream (1981) est considéré comme le premier film pornographique hardcore du Japon. Bien que Takechi soit peu connu au Japon aujourd'hui, il fut influent dans le milieu du cinéma et du théâtre durant sa vie et ses innovations du kabuki ont été reprises. Il a aussi contribué au futur du pinku eiga au Japon au travers de son combat contre la censure gouvernementale, gagnant ainsi les titres de « Père du Rose » et de « Père du porno japonais »,.

## Filmographie partielle
- 1964 : Daydream (白日夢, Hakujitsumu?)
- 1964 : Kōkeimu (紅閨夢?)
- 1965 : Black Snow (黒い雪, Kuroi yuki?)
- 1966 : Genji monogatari (源氏物語?)
- 1981 : Daydream (白日夢, Hakujitsumu?)
- 1987 : Daydream 2 (白日夢２, Hakujitsumu zoku?)